# Luis Jiménez Cáceres
Luis Alberto Jiménez Cáceres (Arica, 10 de septiembre de 1983) es un abogado y político chileno de etnia aimara. En mayo de 2021 fue elegido uno de los dos representantes del pueblo aimara en la Convencional Constitucional de Chile.

## Primeros años y vida laboral
Nació el 10 de septiembre de 1983 en Arica. Es hijo de Emilio Jiménez Mamani y de Sara Gladys Cáceres Coñajagua.
Terminó su educación media en el Liceo A-1 Octavio Palma Pérez, en la ciudad de Arica. Posteriormente obtuvo el título de abogado en la Universidad de Chile, además de un postítulo en Derechos Humanos de los Pueblos Indígenas y Medio Ambiente. Se desempeñó laboralmente en Santiago y en Arica.

## Trayectoria política y pública
Pertenece a las comunidades de Guallatire (Arica y Parinacota) y Chiapa (Tarapacá), siendo asesor de diversas comunidades indígenas en lo relativo a proyectos extractivos.
En las elecciones del 15 y 16 de mayo de 2021 se presentó como candidato por los escaños reservados representantes de pueblos indígenas, en representación del pueblo aimara (regiones de Arica y Parinacota, Tarapacá y Antofagasta). Obtuvo 2318 votos correspondientes a un 12,05% del total de sufragios válidamente emitidos.

### Convencional constituyente
Apoya una Constitución ecológica y plurinacional, que garantice las autonomías regionales e indígenas. Cree en un Estado garante y no subsidiario, con un perfil social y democrático de derechos. Ha participado en conversatorios sobre sistema de evaluación ambiental y consulta indígena. Una de sus prioridades para la nueva Constitución es el reconocimiento de la preexistencia de los pueblos originarios a la colonización europea con autodeterminación, garantizando los derechos de las mujeres indígenas, además de reconocer la protección de la pachamama y la naturaleza, dentro del marco de un Estado plurinacional.
Dentro de la Convención Constitucional integró la comisión transitoria de Reglamento. Tras la aprobación del reglamento de la Convención, en octubre de 2021, Jiménez se incorporó a la comisión temática de Sistemas de Justicia, Órganos Autónomos de Control y Reforma Constitucional y a la Comisión de Derechos de los Pueblos Indígenas y Plurinacionalidad. En la etapa final, ingresó a la comisión de Armonización.
El 2 de junio de 2022 asumió como vicepresidente adjunto de la Convención Constitucional en reemplazo de Lidia González, quien renunció a dicho cargo el 26 de mayo.